# Pizzo Recastello
Le pizzo Recastello est une montagne qui s’élève à 2 886 m d’altitude dans les Alpes bergamasques, en Italie.